# 董卓
董 卓（とう たく）は、中国後漢末期の武将・政治家。字は仲穎（ちゅうえい）。涼州隴西郡臨洮県の人。
辺境の将軍の1人にすぎなかったが、軍事力を背景に次第に頭角を現すようになった。霊帝死後の政治的混乱に乗じて政治の実権を握り、少帝弁を廃して献帝を擁立した。一時は宮廷で権勢をほしいままにしたが、諸侯や他の朝臣らの反感を買い、最期は側近で養子になっていた呂布に殺された。『三国志』魏志及び『後漢書』に伝がある。

## 生涯

### 青年期と地方官時代
生まれは隴西(ろうせい)臨洮(りんとう)（甘粛省岷(びん)県）。英雄記によれば生まれは潁川の綸氏（豫州の最北西部）であり、父の董君雅はその地方の尉(地方警察の長)とある。
生まれつき武芸に秀で腕力が非常に強く、弓袋を馬の両側につけて馬を馳せながら左と右の両方の手で弓を引くことができたという。
若いころは男伊達を気取って、羌族ら異民族の居住地を放浪し顔役らすべてと交流した。後に郷里に戻り農耕に従事したが、羌族の顔役たちが面会に来ると、董卓は農耕に使う耕牛を殺し、その肉で宴会を開きもてなした。族長はとても感激し、帰ると董卓に畜獣千頭を贈ったという。
その後、郡の役人となり盗賊を取り締まった（『呉書』）。胡が侵入し略奪をし、多くの住民が拉致されたことがあった。涼州刺史の成就は董卓を従事に取り立て、董卓に騎兵を率いて胡を討伐させた。董卓は大勝し、4桁の数の胡を斬ったり捕虜にしたりした（『呉書』）。
并州刺史の段熲は董卓を中央の役所に推挙し、司徒の袁隗は董卓を召聘し掾に取り立てた（『呉書』）。
桓帝の末年、六郡の良家の子弟から郎を選ぶことになると、董卓は羽林郎となった。武勇にすぐれる董卓は張奐の率いる并州征伐軍に司馬として従軍し、反乱を起こした羌族と戦い、張奐軍は族長を斬り1万人余りを捕斬する大勝となった。この功績により董卓は郎中に任命され、絹9千匹を賜ったが、それを全て部下に分け与えた。
広武令・蜀郡北部都尉・西域戊己校尉まで昇進し免官となったが、その後、并州刺史・河東太守などを歴任した。この間、辺境で羌族と戦い続け、その回数は百回を越えていたという（『英雄記』）。
この時期、田を耕していると一振りの刀を見つけ、これを蔡邕に見せたところ項羽の刀であったという伝承がある（南朝梁・陶弘景『古今刀剣録』）。

### 涼州で牙を研ぐ
中平元年（184年）、昇進して中郎将（『後漢書』「董卓伝」によると持節・東中郎将）に任命された。盧植の後任として黄巾賊の討伐に出るも敗退して、免職となった。
同年冬、涼州で金城郡の辺章・韓遂らが羌・胡の協力を得て反乱を起こすと、翌中平2年（185年）、董卓は再び中郎将に返り咲き、副車騎将軍の皇甫嵩と共に乱の追討に向かった（『後漢書』「董卓伝」）。後に皇甫嵩が罷免されると、司空の張温が車騎将軍に任じられ執金吾の袁滂を副将とし、董卓は盪寇将軍の周慎と共にその指揮下に入った。このとき、破虜将軍に任命された（『後漢書』「董卓伝」）。張温・董卓ら後漢軍は諸郡の兵力10万を集め、美陽に駐屯した。辺章・韓遂の反乱軍が美陽に攻撃を仕掛けてくると不利に陥ったが、流星が流れ辺章・韓遂らの陣営を明るく照らしたため、これを不吉に思った辺章・韓遂らは金城郡へ撤退した。董卓と右扶風の鮑鴻らは辺章・韓遂らを追撃して、大いに破った（『後漢書』「董卓伝」）。
張温は周慎・孫堅らに命令して城に籠った韓遂らを攻撃させる一方で、董卓には羌族の攻撃を命じた。しかし、董卓は数万の羌族の軍により包囲されてしまった。兵糧が欠乏してきたため、董卓は魚を捕るふりをしてひそかに川を堰き止めて水を貯めて、堰の下を通って敵の包囲から抜け出してから堰を切ったため、川の水深が深くなり敵は追撃できなかった。
この戦いで後漢軍の6つの部隊のうち5つは敗北したが、董卓の軍勢だけは大きな損害を受けず、扶風に駐屯した。董卓は斄郷侯となり、1000戸の領邑を受けた（『後漢書』「董卓伝」）。
中平5年（188年）、張温の帰還後も韓遂らに備えて扶風に駐屯する董卓は前将軍に任命された。ちょうど、漢陽郡の王国が挙兵し車騎将軍を自称し、韓遂や馬騰らと合流し強勢となった。董卓は左将軍の皇甫嵩と共に王国の討伐に出動した。董卓は兵法通りの作戦を立てて皇甫嵩に進言を行ったが、皇甫嵩は反乱軍に対し臨機応変に対処し、それは董卓の進言の逆を突くものであった。その作戦で反乱軍に大勝した結果として功績は皇甫嵩に帰し、董卓の作戦は的を射ていないと言われてしまう始末であった（『後漢書』「皇甫嵩伝」）。
その後、朝廷から少府に任命され、軍を皇甫嵩に引き渡して帰還を促す命令を受けるが、董卓は辺地の治安悪化を理由に拒否して駐屯を続けた（「霊帝紀」）。翌中平6年（189年）に并州牧 となる。なお、并州牧任官と同時に、軍を手放すよう2度目の命令を受けたが、董卓は軍隊を率いたままで并州に赴任することを望んで再び勅令を拒否した（「霊帝紀」）。
董卓は軍勢を率いたまま河東に駐屯し、時勢を伺っていたという（『後漢書』「董卓伝」）。

### 政権掌握へ
中平6年（189年）に霊帝が没すると、少帝弁（劉弁）の外戚である大将軍の何進は司隷校尉の袁紹らと謀議を重ね、十常侍ら宦官を一掃しようとしたが、妹の何太后らに反対されていた。そこで何進は董卓ら地方の軍事指揮官を召しだし何太后への圧力としようとした。董卓は何進の命令に応じて首都雒陽（洛陽）に軍勢を進めた。
宦官の反撃に遭い何進が殺され、袁紹らが宮中に突入し宦官殺害を実行する中、宦官の一人中常侍の段珪が少帝弁とその弟の陳留王劉協を連れ去る事件が起きた。段珪らは小平津まで逃げていたが、軍勢を率いた董卓に追撃され自殺、董卓は徒歩でさまよっていた少帝と陳留王 を救出して洛陽に帰還した。
董卓は二人と会話をしながら帰路についたが、この時劉弁は満足な会話さえ十分にできなかったのに対して、陳留王は乱の経緯など一連の事情を滞りなく話して見せたことから、陳留王の方が賢いと思ったという（『献帝紀』）。
董卓が洛陽に入った時は3000ほどの兵力しかなかったので、殺害された何進や何苗 の軍勢を吸収して軍事力で政権を手中におさめた。また、同じく何進に呼び寄せられた執金吾の丁原の軍士を取り込むべく、丁原の暗殺を企てた。丁原の部下には武勇の士として名高い呂布がおり、暗殺は失敗してしまうが、その呂布がまもなく董卓の誘いに乗り、丁原を殺害して董卓に帰順し、董卓は丁原の兵を吸収した。
洛陽で軍事力を持つ唯一の存在となった董卓は兵力を背景に袁紹らを封じ込め、天候不順を理由に司空の劉弘を免職させ、後任の司空となった。そして少帝弁の生母である何太后を脅して少帝弁を廃し弘農王とし、陳留王を皇帝とした（献帝）。その直後、何太后が霊帝の母である董太后を圧迫したことを問題にし、権力を剥奪した。董卓は何太后を永安宮に幽閉し、まもなく殺害した。

### 専横を極める
董卓は太尉・領前将軍事となり、節を与えられると共に斧と鉞と虎賁兵を与えられ、郿侯に封じられた。
ついで相国 となり、朝廷で靴を履いたまま昇殿し、さらにゆっくり歩くことと帯剣 を許された。さらに生母を池陽君にし家令・丞を設置することを許された。
位人臣を極めた董卓は暴虐の限りを尽くし、洛陽の富豪を襲って金品を奪ったり、村祭りに参加していた農民を皆殺しにしたり、董卓の兵が毎夜のごとく女官を凌辱したり悪道非道を重ねた。
董卓は名士を取り立てて政権の求心力としようとし、侍中の伍瓊、吏部尚書の周毖、尚書の鄭泰、長史の何顒らに人事を委ね、荀爽を司空、韓馥を冀州刺史、劉岱を兗州刺史、孔伷を豫州刺史、張咨を南陽太守、張邈を陳留太守に任命した。また、かつて宦官と敵対して殺害された陳蕃らの名誉を回復するなどの措置もとった。さらに、董卓に反発し洛陽より出奔した袁紹を追討せず、勃海太守に任命して懐柔しようと図った（『三国志』魏志「袁紹伝」）。
董卓の専横に反発した袁紹・袁術などの有力者は、橋瑁の呼びかけ で初平元年（190年）に反董卓連合軍を組織した。同年2月、董卓は袁隗ら在京の袁氏一門を誅殺するとともに、弘農王を毒殺した。さらに司徒の楊彪・太尉の黄琬・河南尹の朱儁 らの反対を押し切って長安に強制的に遷都した。その際に洛陽の歴代皇帝の墓を暴いて財宝を手に入れ、宮殿・民家を焼きはらった。また、袁紹らとの融和策をとっていた督軍校尉の周毖と城門校尉の伍瓊を殺害した。
その後も董卓は洛陽に駐屯し、反董卓連合軍を迎え撃つ姿勢をとった。まず、董卓は河陽津で陽動作戦を用いて泰山の精兵を率いる王匡を大いに破った。また徐栄を派遣して、滎陽汴水で曹操・鮑信らを大いに破り、梁県で孫堅を破った。
この間、兼ねてより折り合いの悪い皇甫嵩が軍勢を率いて関西方面にあったため、董卓は城門校尉に任命すると称して長安から皇甫嵩を召還して殺害しようとした。皇甫嵩が自立を勧める部下の反対を押し切り帰朝してきたため、董卓はさっそく皇甫嵩を逮捕投獄し、死刑にしようとしたが、皇甫嵩の子の皇甫堅寿が急遽洛陽に駆けつけ、董卓に必死に嘆願したため、董卓は皇甫嵩の軍権を剥奪するに留めた（『後漢書』「皇甫嵩伝」）。

### 長安で死す
初平2年（191年）、胡軫・呂布らが率いる董卓軍が孫堅と戦い、華雄が討たれるなど大敗した（陽人の戦い）。このため、同年4月、董卓は洛陽を焼き払い、長安に撤退した。
董卓は長安に着くと太師と称し、董旻・董璜ら一族を皆朝廷の高官に就け、外出するときは天子と同様の青い蓋のついた車を乗り回すようになった。長安でも暴政を布き、銅貨の五銖銭を改鋳したために、貨幣価値が乱れた。長安近くの郿に長安城と同じ高さの城壁をもった城塞を築き（郿城・郿塢と言われる）、30年分の食糧を蓄えていたという。董卓の暴虐ぶりはあいかわらずで、逆らった捕虜は舌を抜かれ、目をえぐられ、熱湯の煮えた大鍋で苦しみながら殺された。捕虜の泣き叫ぶ声は天にこだましたが、董卓はそれをみて笑い、なお平然と酒を飲んでいたという。董卓に信任されていた蔡邕は董卓の暴政を諌めたが、一部を除きほぼ聞き入れられることはなかった。
董卓が太師に就任する儀式の際に、壇上に上る自分に皇甫嵩一人だけが頭を下げなかったことに気づき、董卓は「義真（皇甫嵩の字）、まだかな？」と改めて促し、皇甫嵩も果たして「これは失礼した」と従っていた。皇甫嵩があくまで遜り忍従する態度を貫いたため、董卓は皇甫嵩と和解したという（『山陽公載記』及び『漢紀』）。
一方で、かつての上司である張温を憎み、袁術に通じていたという理由で殺害した。

董卓は大鴻臚の韓融、少府の陰脩、執金吾の胡毋班らを関東への使者として送ったが、袁術と王匡に韓融を除いてことごとく殺害されたという。
関東の諸侯らは袁紹派と袁術派に分かれて互いに争うようになっていた。また、長安遷都に反対した朱儁は中牟において挙兵し、献帝の奪還を狙っていた。董卓は袁紹の背後の幽州の劉虞や公孫瓚に官位や爵位を贈って袁紹への牽制とする一方で、娘婿の牛輔に李傕・郭汜・張済らを部下につけて関東に派遣した。牛輔らは中牟で朱儁を破り、兗州陳留郡・豫州潁川郡の諸県を攻略し、略奪・殺戮・誘拐を行った。
かねてより荀攸は議郎の鄭泰・何顒、侍中の种輯共に董卓を暗殺しようと計画したが、失敗した。鄭泰は逃亡し、荀攸と何顒は投獄された（『三国志』魏志「荀攸伝」）。
このような情勢下で、董卓が都において信任したのは蔡邕の他、司徒の王允と、養子の呂布であった。董卓は王允を尊敬して朝政を任せると共に、武勇に優れた呂布に身辺警護させていた。しかし、王允もまた心中では董卓の暴虐を憎み、尚書僕射の士孫瑞と共に謀議をめぐらせていた。あるとき、小さな過失から呂布は董卓に殺されかけたことがあり、それ以来、恨みを持つようになっていた。王允らは呂布の不安に付け込み、暗殺計画の一味に加担させた。
初平3年（192年）4月、董卓は献帝の快気祝いのために、未央宮に呼び出された。呂布は詔を懐に忍ばせて、同郷の騎都尉である李粛と共に、自らの手兵に衛士の格好をさせて董卓が来るのを待ち受けた。董卓は李粛らに入門を阻止され、怒って呂布を呼び出そうとした。呂布は詔と称して董卓を殺害した。
事件後、長安・郿に居た董旻・董璜をはじめとする董卓の一族は、全員が呂布の部下や袁一族の縁者らの手によって殺害され、90歳になる董卓の母親も殺された（『英雄記』）。また、董卓によって殺された袁氏一族に対しては盛大な葬儀が行われる一方、董氏一族の遺体は集められて火をつけられた。董卓は平素からかなりの肥満体で、折りしも暑い日照りのために死体からは脂が地に流れだしていた。そのことから夜営の兵が戯れに董卓のへそに灯心を挿したが、火はなお数日間燃えていたという（『英雄記』）。長安の士人や庶民は、董卓の死を皆で喜んだ。
王允は董卓の与党とみなした人物に対しては粛清する態度で臨み、名声が高かった蔡邕も含めて皆殺害された。董卓の娘婿の牛輔にも追討軍を差し向けた。牛輔は李粛の追討軍を破ったが、逃走を図って部下に殺害された。残された李傕・郭汜らは王允に降伏を願ったが拒絶されたため、6月に軍を率いたまま長安へ進撃した。李傕らの軍勢は膨れ上がり10万になり、王允は呂布に迎撃させたが敗れ、呂布が逃走すると李傕らはそのまま長安に乱入し、殺人と略奪をほしいままとし、王允を殺害し死体を晒し者とした。
董卓の葬儀のため、部下だった兵士が死体の灰をかき集めて棺に納めて郿城に葬ったという（『英雄記』）。董卓の墓はまもなく暴風雨のため、水が流れ込み棺が浮かび上がるほどの被害に遭った。

## 評価
陳寿は、「董卓は心拗（ねじ）け残忍で、暴虐非道であった。記録に遺されている限り、恐らく是程の人間はいないであろう」と評している。
永興元年（304年）冬、八王の乱における挿話。右将軍張方は董卓同様、豪勇と残忍さを合わせもつ武将であった。洛陽にて富豪の財貨を奪う、陵墓を暴くなどの非道を重ね、人心を失う。さらに敵の追撃をかわすため、宮殿などに火を放ち撤退しようとする。中書監盧志が諌めた。「董卓が無道にも洛陽を焼き、怨声百年尽きず。貴公はこれにならうつもりか」　張方はこれを聞き入れ放火を取り止めた。
天平宝字4年（760年）に成立した『藤氏家伝』大織冠伝には蘇我入鹿の政を「董卓の暴慢既に國に行なはる」と批判する記述があり、この時期の日本において暴君の代表的存在として認知されている。

## 親族
- 董君雅（父）
- 池陽君（母）
- 董擢（兄）
- 董旻（弟）
- 董璜（甥、父は董擢）
- 董某（子）171年出生、早世[30]。
- 董氏（子）侯に封ぜられる[31]。
- 董氏（孫）186年生[32]。
- 董白（孫娘）君に封ぜられる。
- 牛輔（娘婿）
- 呂布（養子）

董卓の暗殺後、王允らによる残党狩りで一族も全て処刑された。

## 配下
| - 王方 - 賈詡 - 郭汜 - 華雄 - 許靖 - 伍瓊 | - 胡軫 - 蔡邕 - 周毖 - 荀爽 - 徐栄 - 宣璠 | - 段煨 - 趙謙 - 張済 - 張繡 - 張楊 - 張遼 | - 鄭泰 - 田儀 - 董越 - 董承 - 樊稠 - 楊定 | - 楊彪 - 李傕 - 李儒 - 李粛 - 李蒙 - 劉囂 |

## 三国志演義
小説『三国志演義』では、さまざまな脚色が施されている。
- 黄巾の乱のときに敗走するところを劉備三兄弟に救われるが、義勇軍であり地位の低い劉備らを馬鹿にした態度を取る。
- 娘婿に悪逆な軍師李儒がおり、さまざまな進言をして董卓の悪事に加担する。
- 董卓は大軍を率いて洛陽に現れ少帝を廃位し、献帝を即位させようとするが丁原が反発し戦闘状態となる。当初は丁原の元には呂布がおり、その武勇に手こずった董卓は呂布とは同郷で顔見知りの李粛から具申されて赤兎馬を贈呈して寝返らせる事に成功。呂布はその見返りに丁原を殺害して、董卓に帰順する。
- 曹操が王允の暗殺計画に加担し、七星剣を献上するふりをして董卓を暗殺しようとするが失敗し逃走する。
- 王允の養女貂蝉を呂布と董卓が奪い合うよう王允が暗躍し、董卓は李儒の諌めも聞かずに貂蝉に溺れて呂布との不和を決定的とする。
- 葬儀の場面を脚色し、

としている。

## 創作での董卓
- 吉川英治の小説『三国志』では享年54となっており、逆算すると139年の生まれとなる。